# ميل مربع

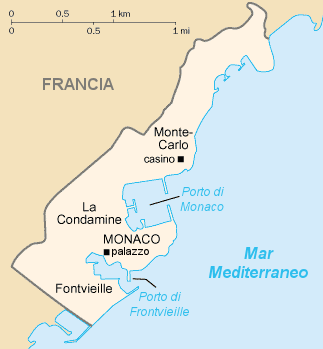

الميل المربع هي وحدة قياس المساحة في نظام الواحدات الأمريكية.

## تحويلات
كل 1 ميل مربع يعادل:
- 4,014,489,600 بوصة مربعة
- 27,878,400 قدم مربعة
- 3,097,600 يارد مربعة
- 640 آكر
- 25,899,881,103.36 سنتيمتر مربع
- 2,589,988.110336 متر مربع
- 2.589988110336 كيلومتر مربع